# Jens Fredricson
Jens Fredric Fredricson (Estocolmo, 14 de diciembre de 1967) es un jinete sueco que compitió en la modalidad de salto ecuestre. Su hermano Peder compitió en el mismo deporte.
Ganó una medalla de oro en el Campeonato Mundial de Saltos Ecuestres de 2022 y dos medallas en el Campeonato Europeo de Saltos Ecuestres, en los años 2013 y 2023.
Participó en los Juegos Olímpicos de Londres 2012, ocupando el sexto lugar en la prueba por equipos.

## Palmarés internacional
| Campeonato Mundial | Campeonato Mundial  | Campeonato Mundial | Campeonato Mundial |
| Año                | Lugar               | Medalla            | Categoría          |
| ------------------ | ------------------- | ------------------ | ------------------ |
| 2022               | Herning (Dinamarca) | Medalla de oro     | Por equipos        |
| Campeonato Europeo |                     |                    |                    |
| Año                | Lugar               | Medalla            | Categoría          |
| 2013               | Herning (Dinamarca) | Medalla de bronce  | Por equipos        |
| 2023               | Milán (Italia)      | Medalla de oro     | Por equipos        |